# The Garden of Resurrection
The Garden of Resurrection (em português:  O Jardim da Ressurreição) é um filme mudo britânico de 1919, do gênero drama, dirigido por Arthur Rooke e estrelando Guy Newall, Ivy Duke e Franklin Dyall. Foi adaptado do romance de 1911 The Garden of Resurrection, de E. Temple Thurston.

## Elenco
- Guy Newall - Bellairs
- Ivy Duke - Clarissa
- Franklin Dyall - Cruickshank
- Mary Dibley - Belwottle
- Douglas Munro - Moxon
- Lawford Davidson - Fennell
- Hugh Buckler - Dr. Perowne
- Humberston Wright - General French
- Madge Tree